# Ryan Tran
Ryan Tran (nacido en Malasia) es un árbitro de lucha libre profesional que actualmente trabaja para la WWE.

## Carrera

### World Wrestling Entertainment (2010–presente)
Tran firmó contrato con WWE y comenzó su carrera como árbitro en 2010 en NXT, territorio de desarrollo de la WWE. No fue hasta febrero de 2012 en que comenzaría a ascender y subir de categoría al arbitrar en Raw. Tran pasó su niñez en Hayward, California. Desde niño creció idolatrando a la legenda de la WWE y miembro del Hall of Fame, Ricky Steamboat. Inicialmente Tran entrenó bajo la supervisión de Harley Race con la idea de hacerse un nombre. Tran apareció en ECW en una lucha en su debut ante Tyson Kidd perdiendo la lucha. Tran llama a su lucha favorita la del Triple Threat tag team match entre Cody Rhodes & Goldust, The Shield Roman Reigns y Seth Rollins y The Usos por el Campeonato en Parejas de la WWE en Hell in a Cell 2013. Tran nació en Malasia.